# 하로동선
《하로동선》은 2022년에 개봉한 대한민국의 영화이다.

## 캐스팅
- 서진원 : 경백 역
- 나혜진 : 수영 역
- 황석정 : 혜경 역
- 황무영 : 주호 역
- 지대한 : 김 사장 역
- 주효경 : 미희 역
- 진모 : 우영 역
- 장명갑 : 두혁 역
- 임춘길 : 석재 역
- 이세창 : 본서 역
- 송창규 : 목찬 역
- 공재민 : 민송 역
- 이윤희 : 필묵 역
- 정동화 : 동주 역
- 임호 : 여당의원 역
- 서울 : 상봉 역
- 이병욱 : 전직의원 역
- 김춘봉 : 성만 역
- 서채우 : 미스리 1 역
- 이세인 : 미스리 2 역
- 김연서 : 지배인 역
- 윤상현 : 주방장 역
- 김동해 : 경상도 회사원 역
- 정지호 : 경상도 회사원 역
- 이헌일 : 경상도 사이비 교주 역
- 백종건 : 경상도 차력사 역
- 심태선 : 전라도 기업 임원 역
- 박헌일 : 전라도 기업 임원 역
- 윤대기 : 전라도 회사원 역
- 오정철 : 전라도 회사원 역
- 오주환 : 충청도 매니저 역
- 김동일 : 충청도 밤무대 가수 역
- 백승철 : 검은놈 역
- 동방우 : 박 회장 역 (특별출연)